# ホッピーズ
ホッピーズは、女性2人による、OL系を標榜する新しい形のアイドルユニットである。主に歌手として活動している。

## メンバー
- もへ太
- たかちゃん

両人とも、年齢はないとしている。
もへ太は一時ニート系アイドルとして注目されていたこともあった。
たかちゃんファンは「たかチャー」、もへ太ファンは「もへター」と呼ばれ、ステージの際、通常「たかチャー」はステージ下手側、「もへター」はステージ上手側にそれぞれ陣取る。

## コンセプト
- 「新橋OL系」として、疲れた女性社会人を癒すアイドル。ホッピーズの語源は新橋を中心に勤労者が愛飲しているホッピーから名付けられた。
- 現在は、新橋にこだわらず、広く社会人を癒すアイドルとして活動しているようである。
- サウンドはテクノポップ的要素が強い。作曲家がマニアックなUKロックを狙って曲を提供しても、そういった意図はアレンジの段階で消滅し、ポップな曲調となるという。
- アイドルでありながらカンパによるCD発売方法という、あたかも初期のURCのそれを彷佛とさせる運営方法も新しいアイドルの表現方法として注目されている。

## 歴史
- 2005年、突如として活動が開始された。OL系アイドルという新しいコンセプトは各方面から注目を浴び、業界やmixiを中心として人気が広がっている。
- 2006年1月10日、ロックバンド・ニルヴァーナ楽曲の斬新な歌唱法によるカバー曲発表は多方面に大きな衝撃を与え、新しい形のオルタナティブ・ロックであるという評価も一部でなされるほどのエポックメイキング的な出来事となった。

## 関係者・スタッフ
- erie　プロデューサー、マネージャー、作詞作曲家、振付師、スタイリスト、グッズ制作担当、他。
- ウシオ　作曲・アレンジなどホッピーズのサウンドを担当。
- ムッシュきよひこ　ソロギタリスト。2006年5月14日、ホッピーズとアコースティックセッションを行う。
- トイパラ店長　『トイパラ★キッズ』の作詞・作曲を手掛ける。

## ディスコグラフィー
- 『キュッと☆めディキュット／恋するメディCUTE』（マキシシングル、2005年12月23日発売）
- 『COWGIRL AT HIGH NOON』（hop-0002：マキシシングル、2006年5月14日発売）
- 『トイパラ★キッズ』（マキシシングル、2006年12月23日発売）

## 出演テレビ・ラジオ
- 「ポカスカジャンのパンパンパンプキン」（インターネットラジオMavieNavi）

## 書籍・雑誌
- 『about HOPPIES』

## 社会学的考察
日本では長年、アイドルは低年齢であることが条件とされてきたが、現代日本社会における急速な晩婚化は30代までのいわゆる「前期成年期」におけるアイドルの存在を要請するようになってきていた。それはカリスマを持ったミュージシャンなどで補完されてきたが、いわゆるアイドルらしいアイドルは存在しなかった。そういった意味で、ホッピーズのコンセプトは、「前期成年期」カルチャーの新しい形を提示しているといえよう。同時に、M字型曲線の上方移動に見られる女性就業率の増加は、社会人が共感する新しい文化の潜在的需要の高さを見て取ることができ、その面からもホッピーズが社会人の女性を中心として共感を広げていることを認識することができるだろう。換言するならば、ホッピーズは現代社会の「前期成年」、または「シニア−ジュニア」が求める要素を持った新しい形のアイドルである。